# Stanisław Zaremba
Stanisław Zaremba (Romanówka, 3 de outubro de 1863 — Cracóvia, 23 de novembro de 1942) foi um matemático polonês.
Zaremba estudou matemática no Instituto de Tecnologia de São Petersburgo e na Universidade de Paris-Sorbonne, onde doutorou-se em 1889. Retornou à Polônia em 1900, sendo professor na Universidade Jaguelônica. Escreveu diversos livros texto e foi cofundador e presidente da Sociedade Matemática Polonesa. Foi membro da Escola de Matemática da Cracóvia.